# Ubbo Emmius

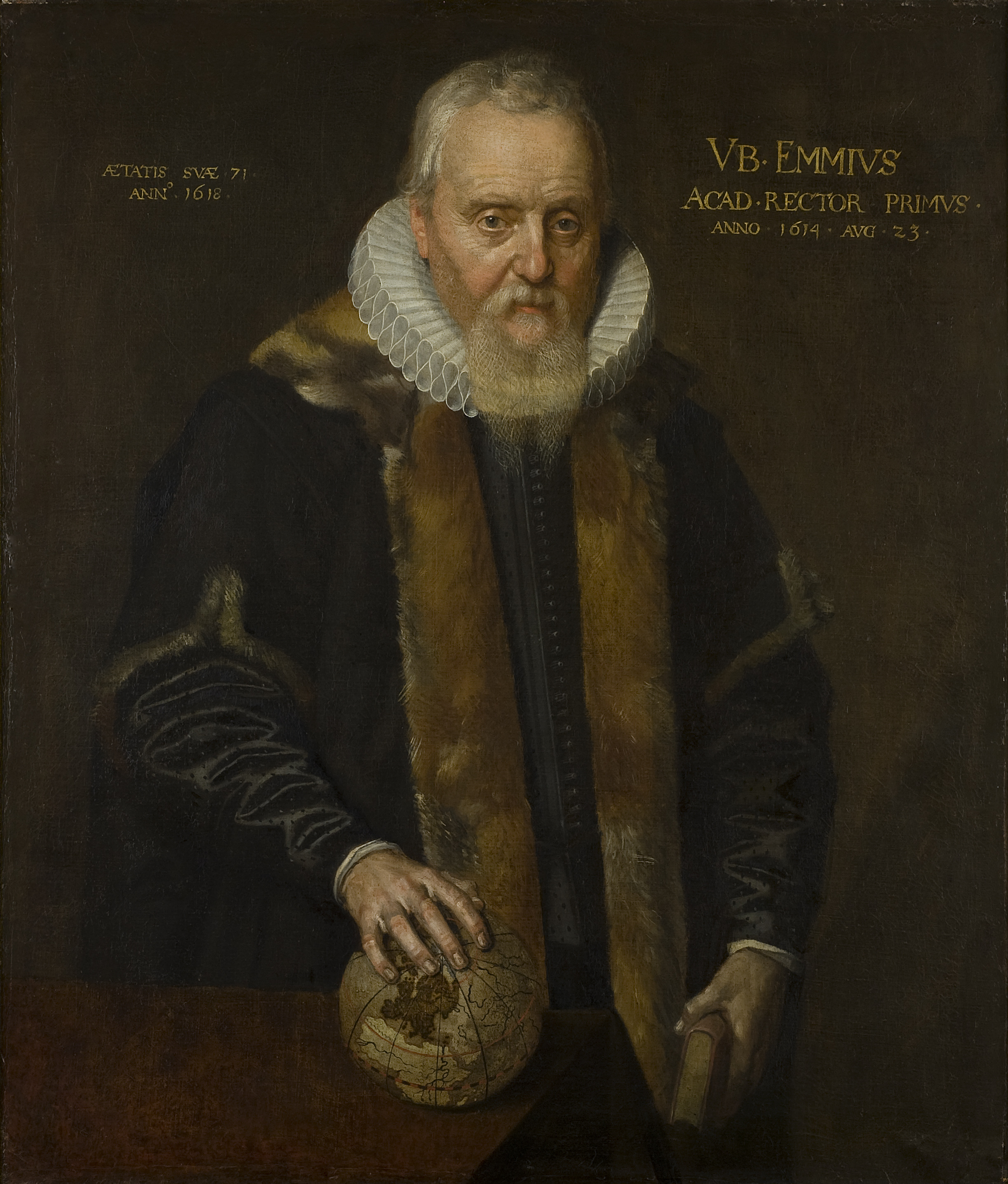
Ubbo Emmius, 1618

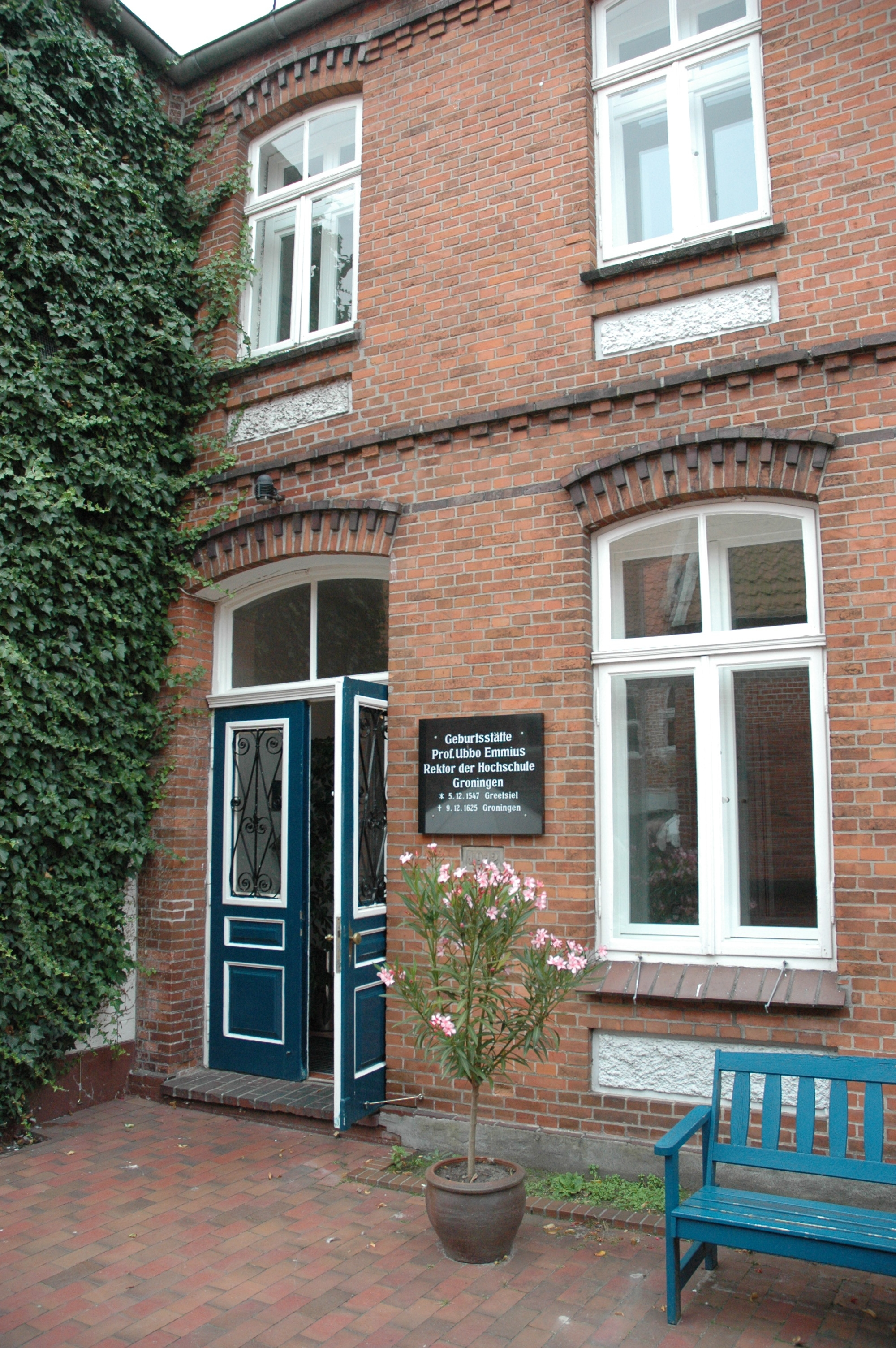
Geburtsstätte von Ubbo Emmius in Greetsiel

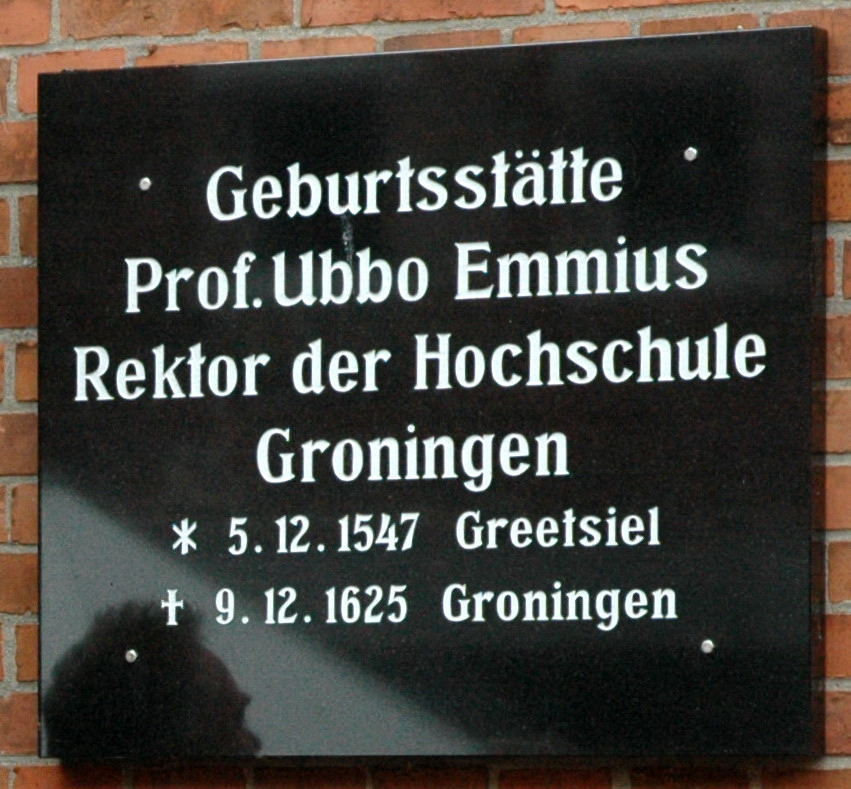
Gedenktafel an der Geburtsstätte in Greetsiel

Ubbo Emmius (* 5. Dezember 1547 in Greetsiel; † 9. Dezember 1625 in Groningen) war ein deutscher evangelisch-reformierter Theologe, Historiker, Pädagoge und Gründungsrektor der Universität Groningen (Niederlande).

## Leben
Ubbo Emmius wurde als Sohn des lutherischen Pastors Emme Dyken und dessen Ehefrau Elke Tjarda, Bürgermeisterstochter aus Norden (Ostfriesland), 1547 in Greetsiel geboren. Er besuchte die Lateinschule in Emden und anschließend das Gymnasium illustre in Bremen. Zwei weitere Ausbildungsjahre an der Lateinschule Norden (Ostfriesland) folgten. 1570 studierte Emmius an der Universität Rostock, wo der Historiker David Chyträus nachhaltig Einfluss auf ihn ausübte. Im Jahre 1574 musste er aufgrund des Todes seines Vaters nach Greetsiel zurückkehren.
Zwei Jahre später verließ Emmius das ostfriesische Fischerdorf und wanderte zu Fuß in Richtung Süden. Auf seiner Wanderung entlang des Rheins machte er Station in Heidelberg und Freiburg im Breisgau, besuchte in Basel das Grab seines Vorbildes Erasmus von Rotterdam und gelangte schließlich an seinen zweiten Studienort Genf. „Hier wurde er Zeuge des theologischen Parteiengewirrs, das in endlosen Kämpfen zum definitiven Riss zwischen Lutheranern und Reformierten führte; in dieser Stadt, in der dem Humanismus die neue, reformatorische Linie gegeben wurde, fand er seinen festen Standpunkt, den religiösen und den politischen.“
1578 kehrte Emmius nach Ostfriesland zurück. Ihm wurden in Norden alternativ Pfarramt und Rektorat der Lateinschule angeboten. Er entschied sich für die Lehrtätigkeit und war neun Jahre lang Rektor seiner ehemaligen Ausbildungsstätte, die heute den Namen Ulrichsgymnasium trägt. 1587 wurde er Opfer der Religionsstreitigkeit der ostfriesischen Grafenfamilie und wechselte 1588 nach Leer, wo er ebenfalls Rektor der Lateinschule, des heutigen Ubbo-Emmius-Gymnasiums, wurde.
1596 folgte Emmius einem Ruf nach Groningen, wo er die Lateinschule leitete, und wurde 1614 zum Gründungsrektor der dortigen Reichsuniversität Groningen. Im Dezember 1625 starb er hochbetagt.

## Familie
Ubbo Emmius war zweimal verheiratet. 1581 heiratete er Theda Tjabbern (1544–1583) aus Norden, eine Verwandte des Emder Bürgermeisters Onno Tjabbern. Nach ihrem Tod heiratete er 1586 Margaretha van Bergen (1566–1636). Von den Kindern überlebten nur zwei den Vater: die Tochter Elisabeth († 1629) und sein Sohn Wessel Emmius (1589–1654), der später Prediger in Groningen wurde.

## Werke
Ein Großteil seines wissenschaftlichen Wirkens bezieht sich auf die religiösen und politischen Streitigkeiten seiner Zeit. Von den Niederlanden aus führte Emmius einen schriftlichen Kampf gegen die lutherische Hofpartei in Aurich und die absolute Fürstenherrschaft in Ostfriesland. Seine aufklärerischen Bücher und Schriften wurden öffentlich verbrannt.

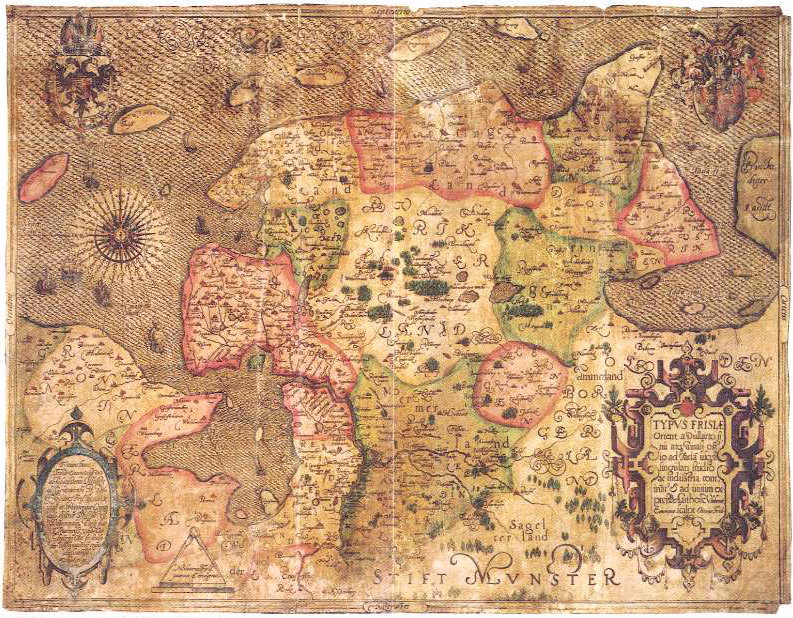
Ubbo Emmius’ Karte Ostfrieslands von 1595

Emmius’ berühmtestes Werk sind die Rerum Frisicarum historiae libri 60, „die sechzig Bücher der friesischen Geschichte“, versehen mit einer detailgetreuen Karte Ostfrieslands. Seine politischen Schriften und Briefwechsel mit den führenden Männern seiner Zeit, in denen er das Widerstandsrecht des Volkes gegen die Obrigkeit vertrat, kennzeichnen ihn als einen Vorläufer des Parlamentarismus und des Revolutionsrechtes, von dem eine direkte Linie zu Jean-Jacques Rousseau und in die Französische Revolution führt.

## Publikationen
- Übersetzung: Friesische Geschichte. Aus dem Lateinischen übersetzt von Erich von Reeken. 6 Bände, Wörner, Frankfurt am Main 1981, ISBN 3-88782-000-2.
- Opus chronologicum novum. Pluribus partibus constans. Elsevir / Sassius, Groningae 1619.[3]
- Appendix genealogica illustrando operi chronologico adjecta. Elsevir, Groningae 1620.[4]

## Namensgeber
Nach Ubbo Emmius sind benannt:

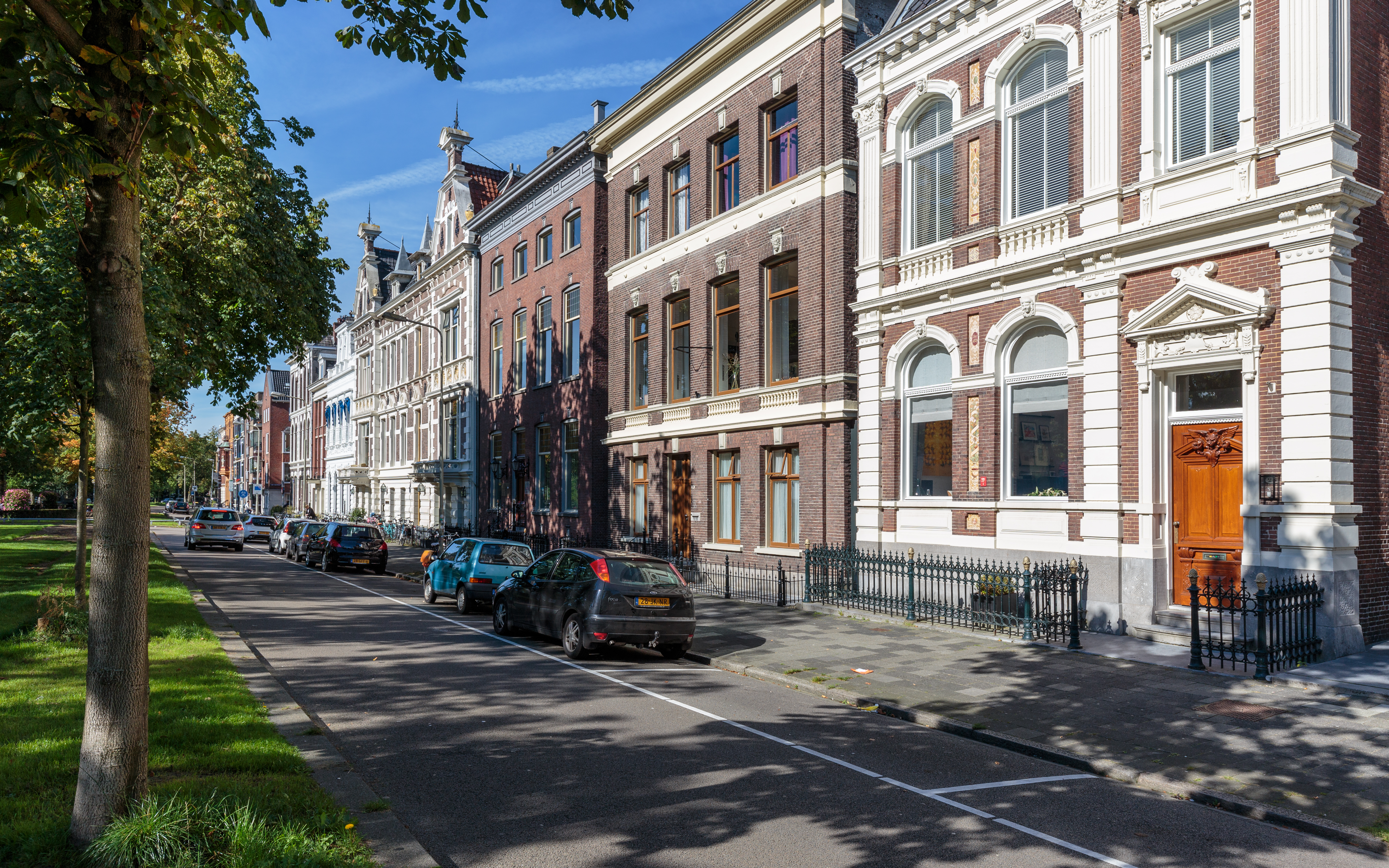
Ubbo Emmiussingel in Groningen

- die Ubbo-Emmius-Medaille der Ostfriesischen Landschaft als „Anerkennung für besonders herausragende Verdienste um Ostfriesland“
- das Ubbo-Emmius-Gymnasium in Leer
- die Ubbo Emmius-Schule (Grundschule) in Greetsiel
- die Ubbo Emmius Scholengemeenschap (Gesamtschule) in Stadskanaal, Veendam und Winschoten in der Provinz Groningen, Niederlande[5]
- die Ubbo-Emmius-Klinik in Aurich und Norden
- die Ubbo-Emmius-Straße z. B. in Norden, Großefehn, Aurich, Emden, Marienhafe und Leer, bzw. die Ubbo-Emmiusstraat in Groningen und weiteren niederländischen Orten
- der Ubbo-Emmiussingel (Ringwall) in Groningen
- ein Arriva Spurt Eisenbahn-Triebwagen
- die Ubbo-Emmius-Gesellschaft für historisch-politische Forschung in der Ems-Dollart-Region[6]